# الغات الغربية
غاتس الغربية أو ساهيادري تشكل سلسلة جبلية على طول الجانب الغربي من الهند. وتصنفها اليونسكو كأحد مواقع التراث العالمي وتُعتبر من أكثر ثماني مناطق رائعة تتمتع بتنوع بيولوجي في العالم. وتمتد هذه السلسلة من الشمال إلى الجنوب على امتداد الحافة الغربية لهضبة الدكن، وتفصل الهضبة عن سهل ساحلي ضيق على طول بحر العرب.
تبدأ هذه السلسلة بالقرب من حدود ولاية غوجارات وولاية مهاراشترا، جنوب نهر تابتي، وتمتد لمسافة 1,600 كـم (990 ميل) تقريبًا عبر ولايات ماهاراشترا وغوا وكارناتاكا وتاميل نادو وكيرالا لتنتهي عند كانياكوماري، في الطرف الجنوبي من الهند.
وتغطي هذه التلال 160,000 كيلومتر مربع (62,000 ميل مربع) وتشكل منطقة تجمع المياه لأنظمة الصرف النهرية المعقدة التي تصرف ما يقرب من 40% من الصرف في الهند. وتمنع سلسلة غاتس الغربية هطول الأمطار على هضبة الدكن
ومعدل الارتفاع عن مستوى سطح البحر يبلغ حوالي 1,200 م (3,900 قدم).
والمنطقة تُعتبر واحدة من «نقاط التنوع البيولوجي الأكثر حرارة» وبها أكثر من 5000 نوع من النباتات المزهرة و139 نوعًا من الثدييات و508 أنواع من الطيور و179 نوعًا من البرمائيات؛ ومن المرجح أن الكثير من الأنواع التي لم يتم اكتشافها تعيش في منطقة غاتس الغربية. وعلى الأقل يوجد 325 من الأنواع المهددة عالميًا في غاتس الغربية.

## معرض صور

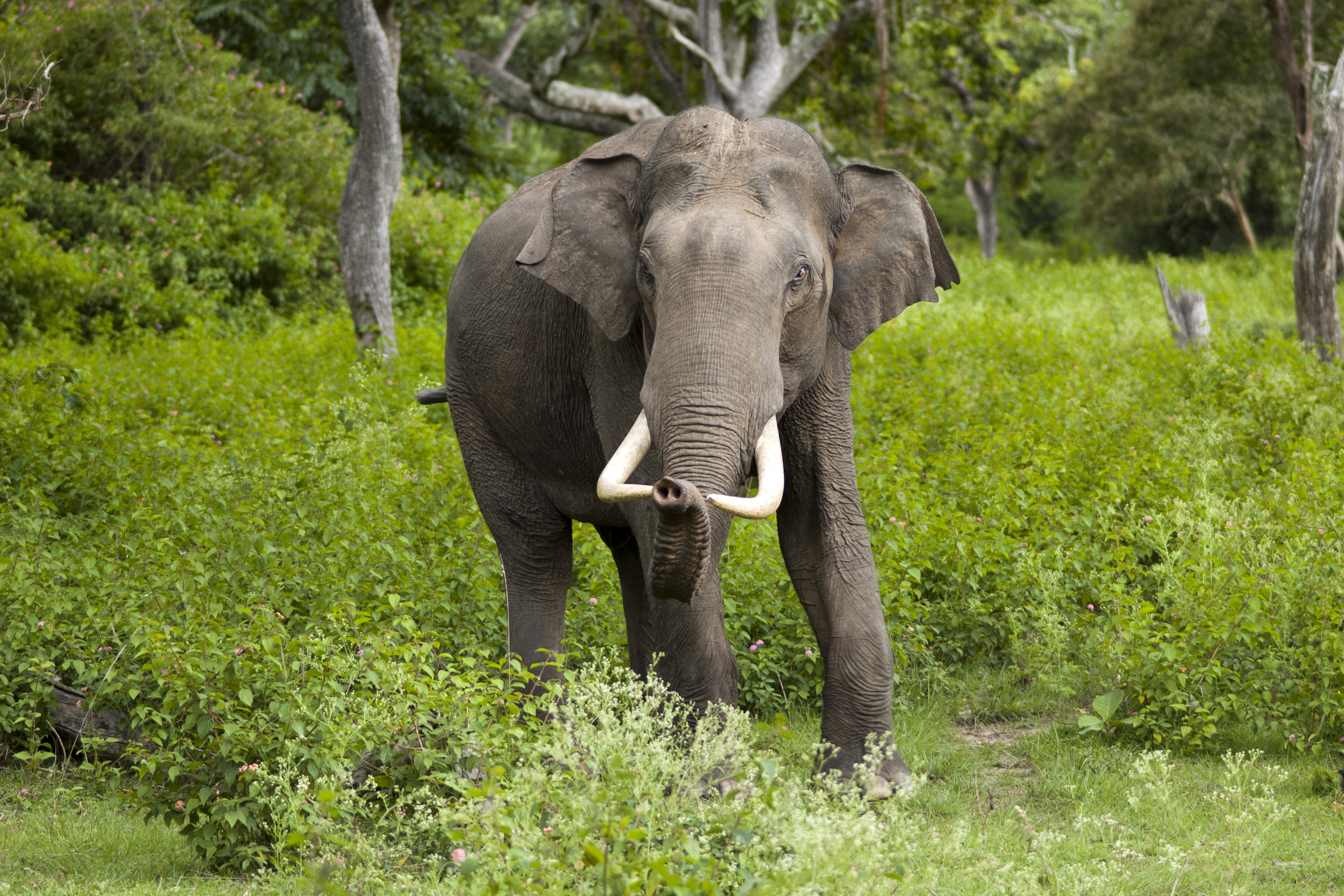

- 1=ذكر فيلٍ هنديٍّ خِلال فترة النزو الجنسي، في محمية بانديفور الوطنية